# Alexandre Castro

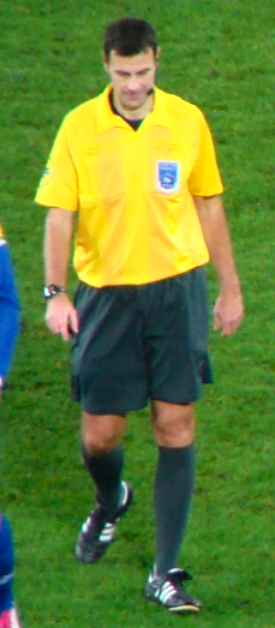
Alexandre Castro (2012)

Alexandre Castro (* 10. Dezember 1970 in Lyon) ist ein ehemaliger französischer Fußballschiedsrichter.
Castro leitete von August 2001 bis Mai 2018 insgesamt 189 Spiele in der französischen Ligue 2 und von August 2006 bis Mai 2015 insgesamt 129 Spiele in der Ligue 1.
Castro arbeitet als Mathematiklehrer in Lyon.